# Juan Cruz (labdarúgó, 2000)
Juan Cruz (Quilmes, 2000. április 25. –) spanyol korosztályos válogatott labdarúgó, a Leganés középpályása.

## Pályafutása

### Klubcsapatokban
Cruz az argentínai Quilmes városában született. Az ifjúsági pályafutását a spanyol Málaga akadémiájánál kezdte.
2018-ban mutatkozott be a Málaga tartalék, illetve az első osztályban szereplő felnőtt keretében is. 2021-ben a Real Betishez igazolt. Először a 2022. október 16-ai, Almería ellen 3–1-re megnyert mérkőzés 63. percében, Rodri cseréjeként lépett pályára. Első gólját 2022. október 30-án, a Real Sociedad ellen idegenben 2–0-ás győzelemmel zárult találkozón szerezte meg.
2024. február 1-jén kölcsönbe igazolt a Leganés csapatához. Június 12-én négy évre szóló szerződést írt alá a klubbal.

### A válogatottban
Cruz egy mérkőzés erejéig tagja volt a spanyol U18-as válogatottnak.

## Statisztikák
2022. november 10. szerint
| Klub       | Szezon   | Osztály          | Bajnokság | Bajnokság | Kupa és Ligakupa | Kupa és Ligakupa | Nemzetközi | Nemzetközi | Összesen | Összesen |
| Klub       | Szezon   | Osztály          | Meccs     | Gól       | Meccs            | Gól              | Meccs      | Gól        | Meccs    | Gól      |
| ---------- | -------- | ---------------- | --------- | --------- | ---------------- | ---------------- | ---------- | ---------- | -------- | -------- |
| Málaga     | 2017–18  | La Liga          | 1         | 0         | 0                | 0                | —          | —          | 1        | 0        |
| Málaga     | 2020–21  | Segunda División | 3         | 0         | 1                | 1                | —          | —          | 4        | 1        |
| Málaga     | Összesen | Összesen         | 4         | 0         | 1                | 1                | 0          | 0          | 5        | 1        |
| Real Betis | 2022–23  | La Liga          | 5         | 1         | 0                | 0                | —          | —          | 5        | 1        |
| Összesen   | Összesen | Összesen         | 9         | 1         | 1                | 1                | 0          | 0          | 10       | 2        |

## Sikerei, díjai
- Leganés
  - Segunda División: 2023–24

## Fordítás
Ez a szócikk részben vagy egészben  a   Juan Cruz (footballer, born 2000) című angol Wikipédia-szócikk fordításán alapul.  Az eredeti cikk szerkesztőit annak laptörténete sorolja fel. Ez a jelzés csupán a megfogalmazás eredetét és a szerzői jogokat jelzi, nem szolgál a cikkben szereplő információk forrásmegjelöléseként.